# Wereldkampioenschap voetbal 2014 (Groep A) Brazilië - Mexico
Dit artikel gaat over de wedstrijd in de groepsfase in groep A tussen Brazilië en de Mexico die gespeeld werd op dinsdag 17 juni 2014 tijdens het wereldkampioenschap voetbal 2014. Op dezelfde dag werden de wedstrijden België – Algerije (2–1) en Rusland – Zuid-Korea (1–1) gespeeld. Het duel was voor beide landen de tweede groepswedstrijd; Brazilië versloeg eerder Kroatië, Mexico won van Kameroen.

## Voorafgaand aan de wedstrijd
- Brazilië staat bij aanvang van het toernooi op de derde plaats van de FIFA-wereldranglijst. In juni 2013 bereikte het een dieptepunt op deze lijst met een tweeëntwintigste positie, maar door het winnen van de FIFA Confederations Cup – door in de finale Spanje met 3–0 te verslaan – steeg het flink: dertien plaatsen naar de negende positie. De notering binnen de top 10 werd gehandhaafd en in het begin van 2014 steeg het Braziliaans elftal door naar de vierde positie. In juni werd Portugal gepasseerd.[1] Daarmee is het tevens het hoogst genoteerde land dat is aangesloten bij de CONMEBOL.
- Brazilië won op het WK zijn vorige wedstrijd tegen Kroatië met 3–1.
- Mexico staat bij aanvang van het toernooi op de twintigste plaats van de FIFA-wereldranglijst. In oktober 2013 bereikte het een dieptepunt op deze lijst met een vierentwintigste positie – een halfjaar daarvoor stond Mexico nog op de veertiende plaats – maar verder kende het een stabiele notering rond plaats twintig. Een notering binnen de top 10 werd niet meer behaald sinds juni 2011; toen steeg het Mexicaans elftal van plaats 28 naar de negende positie na het winnen van de CONCACAF Gold Cup. In juni werd Mexico door groepsgenoot Kroatië gepasseerd, waarmee het zich weer stabiliseerde op zijn vertrouwde twintigste positie.[2] Daarmee is het tevens het op een na hoogst genoteerde land dat is aangesloten bij de CONCACAF, na de Verenigde Staten.
- Mexico won op het WK zijn vorige wedstrijd tegen Kameroen met 1–0.
- Brazilië en Mexico speelden 38 keer eerder tegen elkaar. Daarvan won Brazilië 22 wedstrijden, won Mexico tien wedstrijd en werden er zes gelijkgespeeld. Brazilië scoorde 71 keer tegen Mexico en andersom 36 keer.[3]

## Wedstrijdverloop

### Eerste helft
Het Braziliaanse elftal viel op bij het betreden van het veld, daar elke speler met de rechterhand op de rechterschouder van de speler voor hem het veld betrad – een aan de polonaise gelijkend gebaar – en de Brazilianen net als in de openingswedstrijd het Hino Nacional Brasileiro gepassioneerd meezongen. Door het opgooien van de munt door arbiter Cüneyt Çakır mocht de Braziliaanse aanvoerder Thiago Silva bepalen vanwaar welk elftal de eerste helft zou beginnen. Het duel begon fel, met meerdere harde overtredingen in de eerste minuten, onder meer door José Juan Vázquez op Daniel Alves in de eerste minuut. Het dwong Çakır om enkele spelers bij elkaar te roepen en vermanend toe te spreken. In de eerste tien minuten waren voornamelijk de Mexicanen aan de bal, die druk zetten op de helft van de tegenstander. Zij creëerden echter geen uitgesproken kansen; aan Braziliaanse kant schoot Fred de bal in het zijnet in de elfde minuut, op aangeven van Oscar, maar de assistent-scheidsrechter gaf buitenspel aan. Brazilië nam het initiatief over na de energieke start van Mexico en liet zijn tegenstander enkele minuten lang zich volledig terugtrekken. In de vierentwintigste minuut wist Héctor Herrera van bijna dertig meter afstand met een hard schot op het doel te schieten, waarbij de bal net de lat overzeilde. Bij het Mexicaanse doel gaf Alves enkele minuten later een pass op Neymar, die de bal in de hoek van het doel kopte maar de bal gekeerd zag door de doelman Guillermo Ochoa, die zijn rechterhand net genoeg uitstrekte om de bal uit het doel te slaan. De eerste helft had uiteindelijk een wedstrijdbeeld van kansen voor beide landen, met voornamelijk langeafstandschoten van de Mexicanen en pogingen tot combinatievoetbal in het strafschopgebied van de Brazilianen. In de laatste minuut van de eerste helft ontving Ramires een gele kaart na het onderuithalen van Paul Aguilar op de rechterflank.

### Tweede helft
De tweede helft begon Brazilië zonder Ramires, die een kaart ontving van Çakır, en met Bernard (beide spelers gepositioneerd als aanvallende middenvelders). Hij kwam direct in de beginfase van de tweede helft diverse keren op en gaf enkele voorzetten, maar de Braziliaanse aanvallers slaagden er niet in ervan gebruik te maken. De Mexicanen en Brazilianen wisselden periodes van balbezit af en creëerden diverse kansen: Herrera en Vázquez schoten opnieuw net over het doel van Júlio César, Neymar schiet uit een vrije trap naast het Mexicaanse doel. Rond de zeventigste minuut bood Ochoa opnieuw enkele malen redding na inzetten van onder meer Neymar en Alves. Daar waar Brazilië het eerste deel van de tweede helft Mexico onder druk kon zetten, kwam Mexico steeds meer in de gelegenheid met meerdere spelers in de buurt van het Braziliaans strafschopgebied te komen. Thiago Silva kreeg in de 79e minuut een gele kaart, waarover na afloop van het duel door analytici gemeend werd dat een rode kaart niet had misstaan; Silva tackelde Javier Hernández van achteren zonder intentie de bal te raken. In de 86e minuut kreeg Brazilië een vrije trap, die Neymar hoog richting het doel schoot; Silva kopte de bal van dichtbij richting het doel, maar Ochoa kon de bal pareren. In de eindfase zette Mexico nog aan en kreeg Brazilië ook nog de ruimte, maar na drie minuten blessuretijd floot Cüneyt Çakır af. Het duel eindigde in een 0–0 gelijkspel, hetgeen overeenkwam met het evenwichtige spelbeeld.

## Wedstrijdgegevens
| Datum                | 17 juni 2014               | 17 juni 2014               |
| Wedstrijdnummer      | 16                         | 16                         |
| Stadion              | Castelão, Fortaleza        | Castelão, Fortaleza        |
| Toeschouwers         | 60.342                     | 60.342                     |
| Scheidsrechter       | Cüneyt Çakır               | Cüneyt Çakır               |
| Assistenten          | Bahattin Duran Tarik Ongun | Bahattin Duran Tarik Ongun |
| Vierde official      | Svein Oddvar Moen          | Svein Oddvar Moen          |
| Man van de wedstrijd | Guillermo Ochoa            | Guillermo Ochoa            |
|                      | Brazilië                   | Mexico                     |
| Doelpunten           | 0                          | 0                          |
| Gele kaarten         | 2                          | 2                          |
| Rode kaarten         | 0                          | 0                          |
| Wissels              | 3                          | 3                          |
| Schoten op doel      | 8                          | 3                          |
| Schoten naast doel   | 6                          | 10                         |
| Overtredingen        | 13                         | 18                         |
| Hoekschoppen         | 4                          | 3                          |
| Buitenspel           | 5                          | 0                          |
| Vrije trappen        | 18                         | 18                         |
| Geslaagde passes     | 348                        | 307                        |
| Gewonnen duels       | 67                         | 50                         |
| Balbezit (%)         | 53                         | 47                         |

| Brazilië | 0 – 0           | Mexico |
| | goals (assists) | |
| Luiz Felipe Scolari                                                                                                  | bondscoach      | Miguel Herrera |
| Júlio César Marcelo David Luiz Thiago Silva Daniel Alves Luiz Gustavo Paulinho Ramires 46' Oscar 84' Fred 68' Neymar | opstellingen    | Guillermo Ochoa Paul Aguilar Francisco Rodríguez Rafael Márquez Héctor Moreno Miguel Layún José Juan Vázquez 76' Héctor Herrera Andrés Guardado 84' Giovani dos Santos 74' Oribe Peralta |
| Bernard 46' Jô 68' Willian 84'                                                                                       | wissels         | 74' Javier Hernández 76' Marco Fabián 84' Raúl Jiménez |
| Ramires 45' Thiago Silva 79'                                                                                         | gele kaarten    | 59' Paul Aguilar 62' José Juan Vázquez |
| | rode kaarten    | |

## Galerij

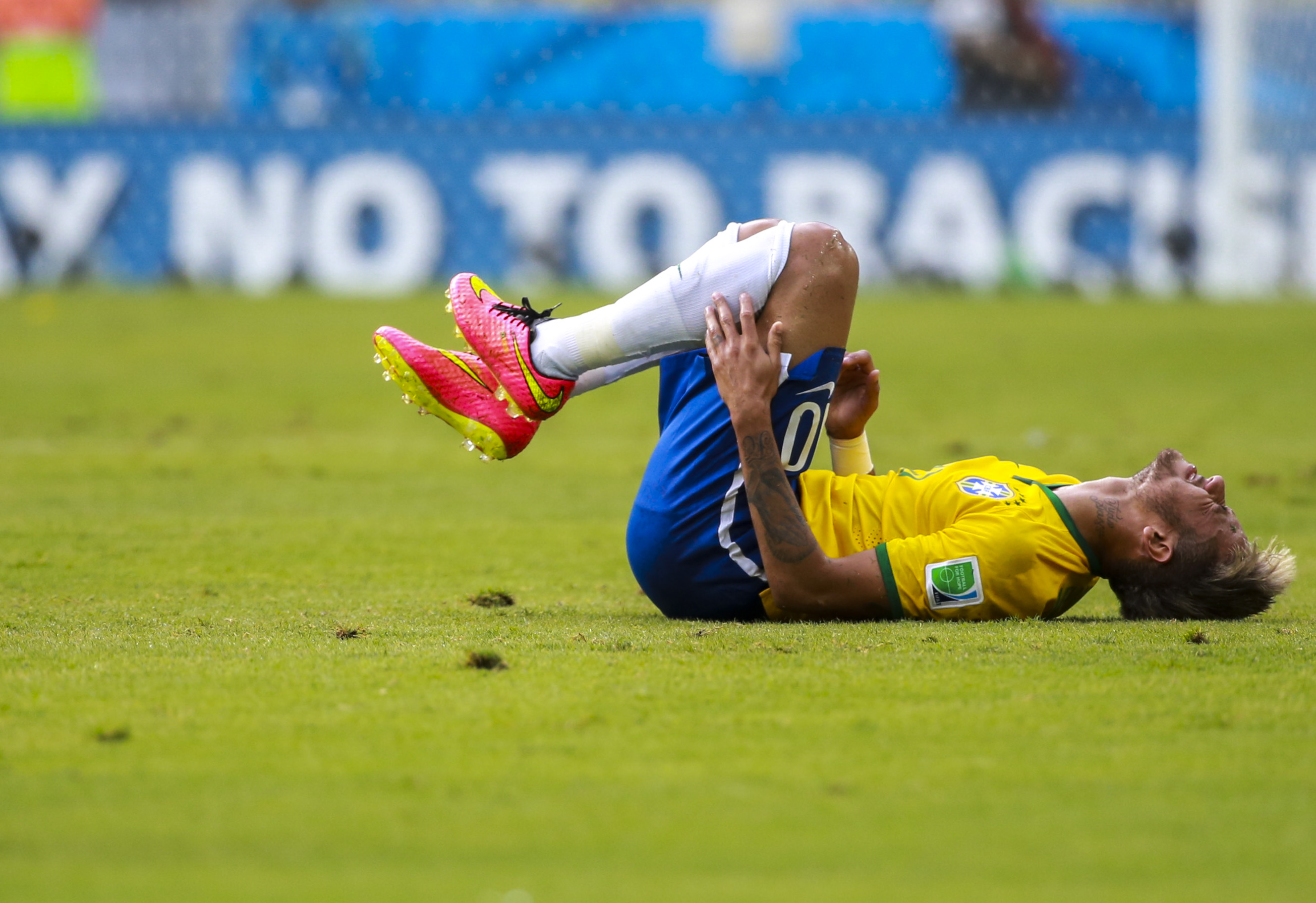
Neymar met een (quasi-)pijnlijk gezicht
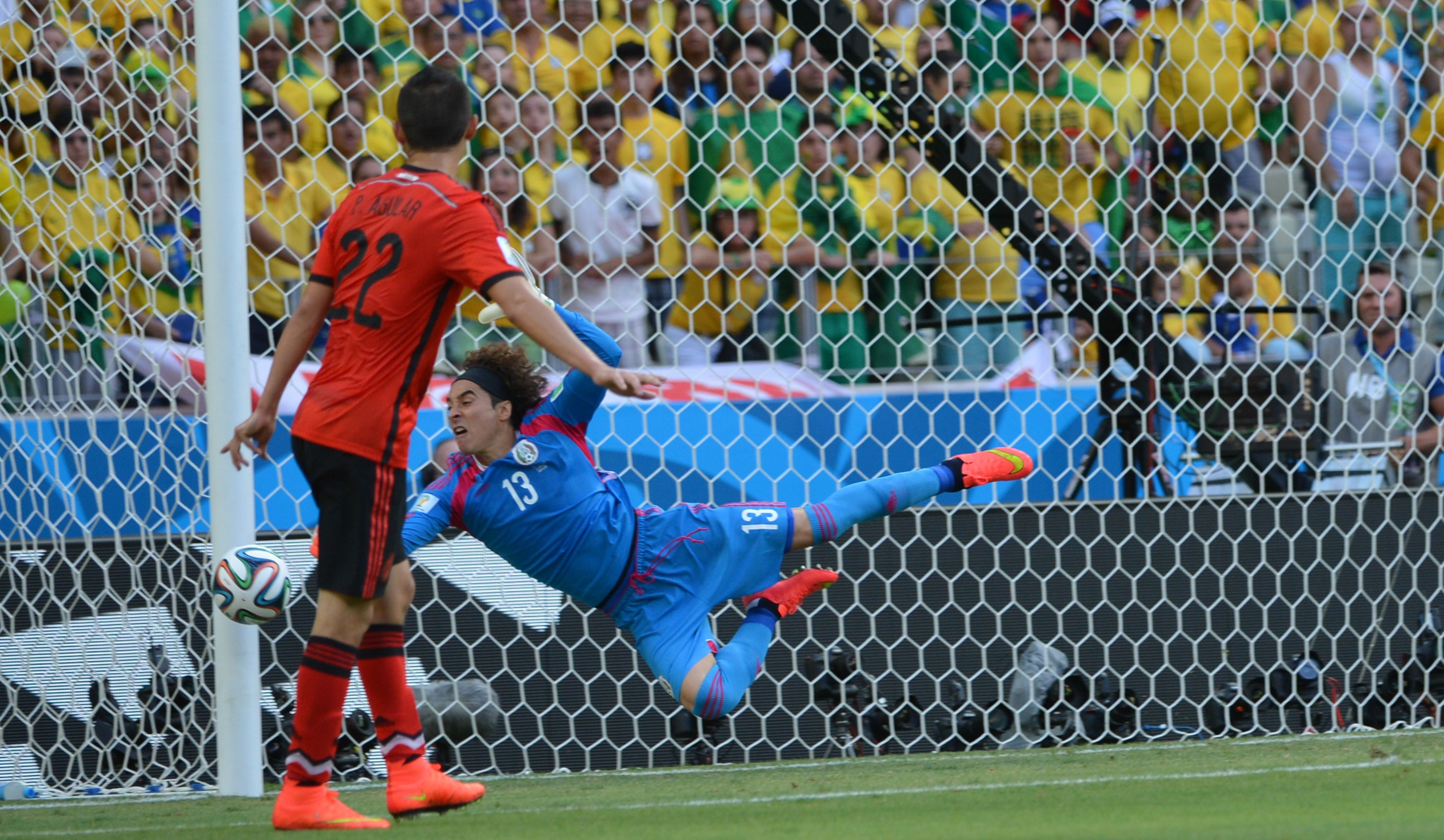
Guillermo Ochoa, man van de wedstrijd, verricht een redding
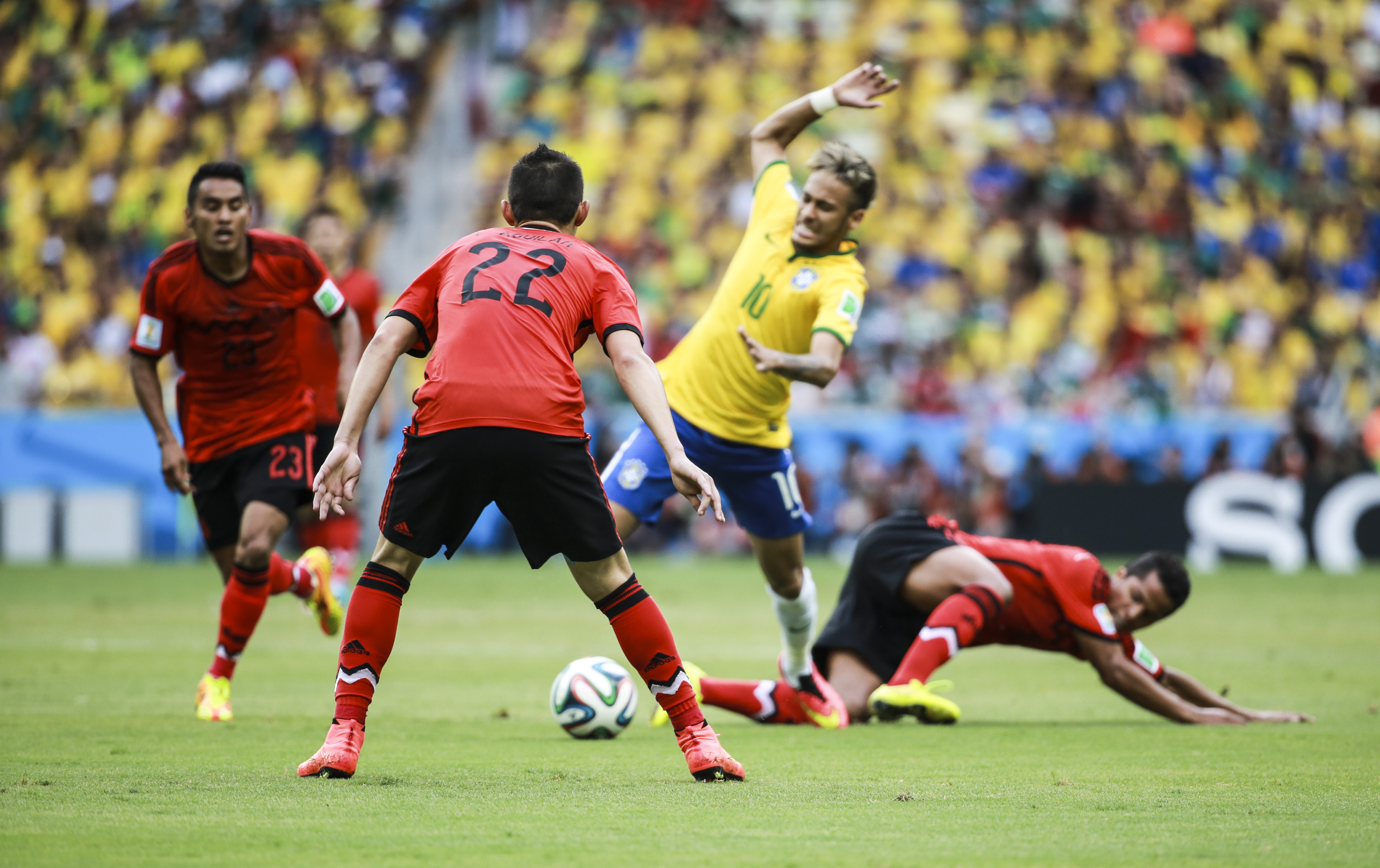
Neymar ontwijkt een tackle van Rodríguez; Aguilar (22) kijkt toe.
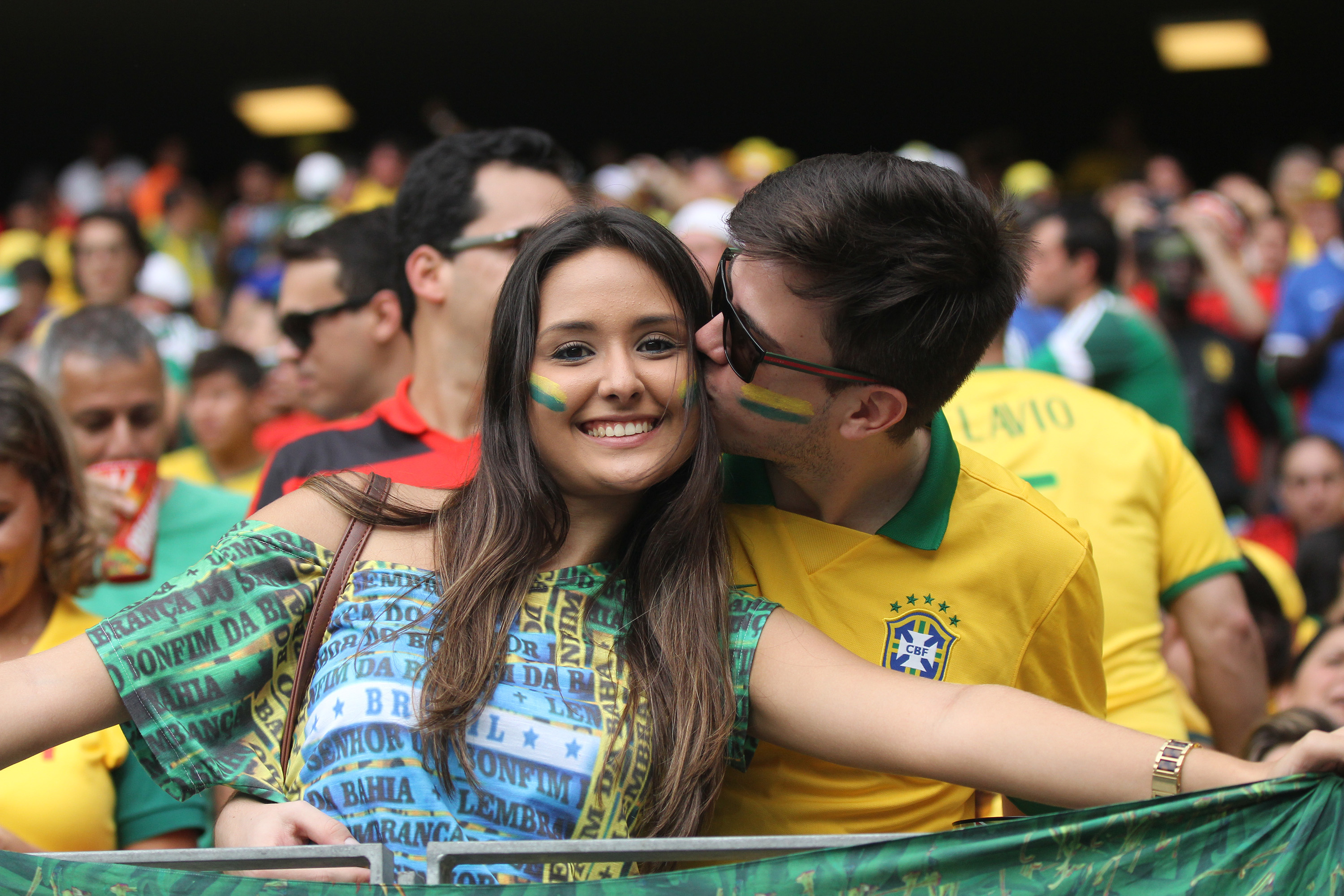
Braziliaanse supporters
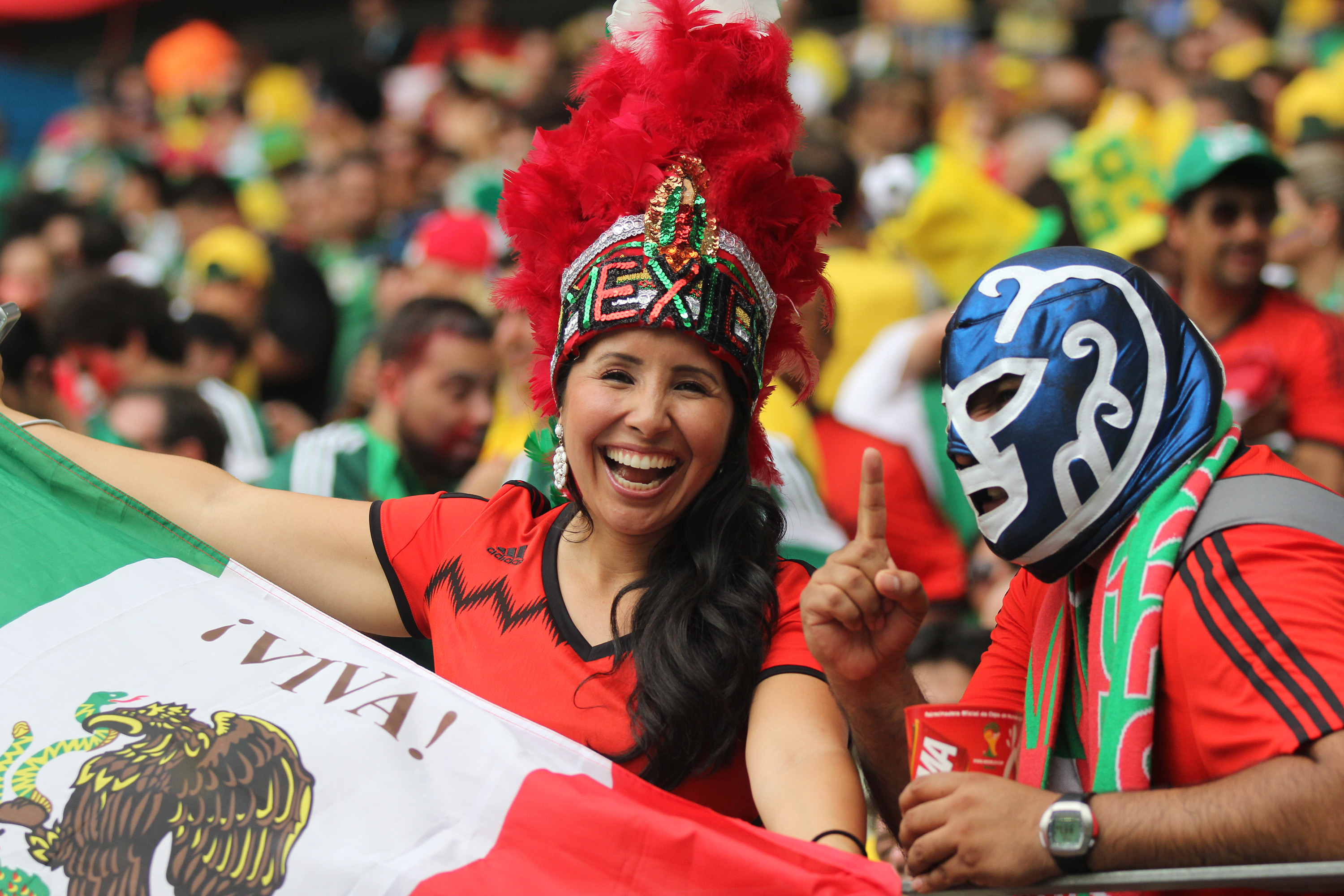
Mexicaanse supporters

## Wedstrijden
| Groepswedstrijden      |                       |                         |                       |                         |                        |                        |                         |
| Groep A                | Groep B               | Groep C                 | Groep D               | Groep E                 | Groep F                | Groep G                | Groep H                 |
| Brazilië – Kroatië     | Spanje – Nederland    | Colombia - Griekenland  | Uruguay – Costa Rica  | Zwitserland – Ecuador   | Argentinië – Bosnië    | Duitsland – Portugal   | België – Algerije       |
| Mexico – Kameroen      | Chili – Australië     | Ivoorkust – Japan       | Engeland – Italië     | Frankrijk – Honduras    | Iran – Nigeria         | Ghana – U.S.A.         | Rusland – Zuid-Korea    |
| Kameroen – Kroatië     | Australië – Nederland | Japan – Griekenland     | Italië – Costa Rica   | Honduras – Ecuador      | Nigeria – Bosnië       | U.S.A. – Portugal      | Zuid-Korea – Algerije   |
| Brazilië – Mexico      | Spanje – Chili        | Colombia – Ivoorkust    | Uruguay – Engeland    | Zwitserland – Frankrijk | Argentinië – Iran      | Duitsland – Ghana      | België – Rusland        |
| Kameroen – Brazilië    | Australië – Spanje    | Japan – Colombia        | Italië – Uruguay      | Honduras – Zwitserland  | Nigeria – Argentinië   | U.S.A. – Duitsland     | Zuid-Korea – België     |
| Kroatië – Mexico       | Nederland – Chili     | Griekenland – Ivoorkust | Costa Rica – Engeland | Ecuador – Frankrijk     | Bosnië – Iran          | Portugal – Ghana       | Algerije – Rusland      |
| Achtste finales        |                       |                         |                       |                         |                        |                        |                         |
| Brazilië Chili         | Colombia Uruguay      | Frankrijk Nigeria       | Duitsland Algerije    | Nederland Mexico        | Costa Rica Griekenland | Argentinië Zwitserland | België Verenigde Staten |
| Kwartfinales           |                       |                         |                       |                         |                        |                        |                         |
| Brazilië – Colombia    | Brazilië – Colombia   | Frankrijk – Duitsland   | Frankrijk – Duitsland | Nederland – Costa Rica  | Nederland – Costa Rica | Argentinië – België    | Argentinië – België     |
| Halve finales          |                       |                         |                       |                         |                        |                        |                         |
| Brazilië – Duitsland   | Brazilië – Duitsland  | Brazilië – Duitsland    | Brazilië – Duitsland  | Nederland – Argentinië  | Nederland – Argentinië | Nederland – Argentinië | Nederland – Argentinië  |
| Troostfinale           |                       |                         |                       |                         |                        |                        |                         |
| Brazilië – Nederland   |                       |                         |                       |                         |                        |                        |                         |
| Finale                 |                       |                         |                       |                         |                        |                        |                         |
| Duitsland – Argentinië |                       |                         |                       |                         |                        |                        |                         |

A-internationals · Selecties · CBF · Braziliaans vrouwenelftal · Olympisch elftal · Bondscoaches
1910 – 1919 · 
1920 – 1929 · 
1930 – 1939 · 
1940 – 1949 · 
1950 – 1959 · 
1960 – 1969 · 
1970 – 1979 · 
1980 – 1989 · 
1990 – 1999 · 
2000 – 2009 · 
2010 – 2019 · 
2020 – 2029
WK 1930 · 
WK 1934 · 
WK 1938 · 
WK 1950 · 
WK 1954 · 
WK 1958 · 
WK 1962 · 
WK 1966 · 
WK 1970 · 
WK 1974 · 
WK 1978 · 
WK 1982 · 
WK 1986 · 
WK 1990 · 
WK 1994 · 
WK 1998 · 
WK 2002 · 
WK 2006 · 
WK 2010 · 
WK 2014 · 
WK 2018 · 
WK 2022
OS 1952 · 
OS 1960 · 
OS 1964 · 
OS 1968 · 
OS 1972 · 
OS 1976 · 
OS 1984 · 
OS 1988 · 
OS 1996 · 
OS 2000 · 
OS 2008 · 
OS 2012 · 
OS 2016 · 
OS 2020
1914 · 
1915 · 
1916 · 
1917 · 
1918 · 
1919 · 
1920 · 
1921 · 
1922 · 
1923 · 
1924 · 
1925 · 
1926 · 
1927 · 
1928 · 
1929 · 
1930 · 
1931 · 
1932 · 
1933 · 
1934 · 
1935 · 
1936 · 
1937 · 
1938 · 
1939 · 
1940 · 
1941 · 
1942 · 
1943 · 
1944 · 
1945 · 
1946 · 
1947 · 
1948 · 
1949 · 
1950 · 
1951 · 
1952 · 
1953 · 
1954 · 
1955 · 
1956 · 
1957 · 
1958 · 
1959 · 
1960 · 
1961 · 
1962 · 
1963 · 
1964 · 
1965 · 
1966 · 
1967 · 
1968 · 
1969 · 
1970 · 
1971 · 
1972 · 
1973 · 
1974 · 
1975 · 
1976 · 
1977 · 
1978 · 
1979 · 
1980 · 
1981 · 
1982 · 
1983 · 
1984 · 
1985 · 
1986 · 
1987 · 
1988 · 
1989 · 
1990 · 
1991 · 
1992 · 
1993 · 
1994 · 
1995 · 
1996 · 
1997 · 
1998 · 
1999 · 
2000 · 
2001 · 
2002 · 
2003 · 
2004 · 
2005 · 
2006 · 
2007 · 
2008 · 
2009 · 
2010 · 
2011 · 
2012 · 
2013 · 
2014 · 
2015 · 
2016 · 
2017 · 
2018 ·
2019 ·
2020 ·
2021
Algerije ·
Andorra ·
Argentinië ·
Australië ·
België ·
Bolivia ·
Bosnië en Herzegovina ·
Bulgarije ·
Canada ·
Chili ·
China ·
Colombia ·
Congo-Kinshasa ·
Costa Rica ·
Denemarken ·
DDR ·
Duitsland ·
Ecuador ·
Egypte ·
El Salvador ·
Engeland ·
Estland ·
Finland ·
Frankrijk ·
Gabon ·
Ghana ·
Griekenland ·
Guatemala ·
Guinee ·
Haïti ·
Honduras ·
Hongarije ·
Hongkong ·
Ierland ·
IJsland ·
Irak ·
Iran ·
Israël ·
Italië ·
Ivoorkust ·
Jamaica ·
Japan ·
Joegoslavië ·
Kameroen ·
Kroatië ·
Letland ·
Litouwen ·
Luxemburg ·
Maleisië ·
Marokko ·
Mexico ·
Nederland ·
Nieuw-Zeeland ·
Nigeria ·
Noord-Ierland ·
Noord-Korea ·
Noorwegen ·
Oekraïne ·
Oman ·
Oostenrijk ·
Panama ·
Paraguay ·
Peru ·
Polen ·
Portugal ·
Qatar .
Roemenië ·
Rusland ·
Saoedi-Arabië ·
Senegal ·
Servië ·
Schotland ·
Slowakije ·
Sovjet-Unie ·
Spanje ·
Tanzania ·
Thailand ·
Tsjechië ·
Tsjecho-Slowakije ·
Tunesië ·
Turkije ·
Uruguay ·
Venezuela ·
Verenigde Arabische Emiraten ·
Verenigde Staten ·
Wales ·
Zambia ·
Zimbabwe ·
Zuid-Afrika ·
Zuid-Korea ·
Zweden ·
Zwitserland
Argentinië (1982) ·
Argentinië (2005) ·
Australië (1997) ·
Australië (2006) ·
België (2018) ·
Chili (2014) ·
China (2002) ·
Colombia (2014) ·
Costa Rica (2018) ·
Duitsland (2002) ·
Duitsland (2014) ·
Frankrijk (1998) ·
Frankrijk (2006) ·
Ghana (2006) ·
Hongarije (1954) ·
Italië (1970) ·
Italië (1982) ·
Italië (1994) ·
Japan (2006) ·
Kameroen (2014) ·
Kameroen (2022) ·
Kroatië (2006) ·
Kroatië (2014) ·
Kroatië (2022) ·
Mexico (1999) ·
Mexico (2014) ·
Mexico (2018) ·
Nederland (2014) ·
Portugal (2010) ·
Servië (2018) ·
Spanje (2013) ·
Tsjecho-Slowakije (1962, 2) ·
Turkije (2002, 1) ·
Uruguay (1950) ·
Verenigde Staten (2009, 2) ·
Zweden (1958) ·
Zwitserland (2018)
FMF · A-internationals · Selecties · Bondscoaches · Statistieken · Mexicaans vrouwenelftal · Olympisch elftal · Mexico U21 · Mexico U20 · Mexico U19 · Mexico U18 · Mexico U17
1920 – 1949 ·
1950 – 1969 ·
1970 – 1979 ·
1980 – 1989 ·
1990 – 1999 ·
2000 – 2009 ·
2010 – 2019 ·
2020 – 2029
Copa América 1993 ·
Copa América 1995 ·
Copa América 1997 ·
Copa América 1999 ·
Copa América 2001 ·
Copa América 2004 ·
Copa América 2007 ·
Copa América 2011 ·
Copa América 2015 · 
Copa América 2016
WK 1930 ·
WK 1950 ·
WK 1954 ·
WK 1958 ·
WK 1962 ·
WK 1966 ·
WK 1970 ·
WK 1978 ·
WK 1986 ·
WK 1994 ·
WK 1998 ·
WK 2002 ·
WK 2006 ·
WK 2010 ·
WK 2014 · 
WK 2018
OS 1928 ·
OS 1948 ·
OS 1964 ·
OS 1968 ·
OS 1972 ·
OS 1976 ·
OS 1992 ·
OS 1996 ·
OS 2004 ·
OS 2012 ·
OS 2016 ·
OS 2020
1923 ·
1924–1927 ·
1928 ·
1929 ·
1930 ·
1931–1933 ·
1934 ·
1935 ·
1936 ·
1937 ·
1938 ·
1939–1946 ·
1947 ·
1948 ·
1949 ·
1950 ·
1951 ·
1952 ·
1953 ·
1954 ·
1955 ·
1956 ·
1957 ·
1958 ·
1959 ·
1960 ·
1961 ·
1962 ·
1963 ·
1964 ·
1965 ·
1966 ·
1967 ·
1968 ·
1969 ·
1970 · 
1971 · 
1972 · 
1973 · 
1974 · 
1975 · 
1976 · 
1977 · 
1978 · 
1979 · 
1980 · 
1981 · 
1982 · 
1983 · 
1984 · 
1985 · 
1986 · 
1987 · 
1988 · 
1989 · 
1990 · 
1991 · 
1992 · 
1993 · 
1994 · 
1995 · 
1996 · 
1997 · 
1998 · 
1999 · 
2000 · 
2001 · 
2002 · 
2003 · 
2004 · 
2005 · 
2006 · 
2007 · 
2008 · 
2009 · 
2010 · 
2011 · 
2012 · 
2013 · 
2014 · 
2015 · 
2016 ·
2017 ·
2018 ·
2019 ·
2020 ·
2021 ·
2022 ·
2023
Albanië ·
Algerije ·
Angola ·
Argentinië ·
Australië ·
België ·
Belize ·
Bermuda ·
Bolivia ·
Bosnië en Herzegovina ·
Brazilië ·
Bulgarije ·
Canada ·
Chili ·
China ·
Colombia ·
Congo-Kinshasa ·
Costa Rica ·
Cuba ·
Curaçao ·
DDR ·
Denemarken ·
Dominica ·
Duitsland ·
Ecuador ·
Egypte ·
El Salvador ·
Engeland ·
Estland ·
Fiji ·
Finland ·
Frankrijk ·
Gambia ·
Ghana ·
Griekenland ·
Guatemala ·
Guyana ·
Haïti ·
Honduras ·
Hongarije ·
Ierland ·
IJsland ·
Irak ·
Iran ·
Israël ·
Italië ·
Ivoorkust ·
Jamaica ·
Japan ·
Joegoslavië ·
Kameroen ·
Kroatië ·
Liberia ·
Luxemburg ·
Marokko ·
Martinique ·
Nederland ·
Nederlandse Antillen ·
Nicaragua ·
Nieuw-Zeeland ·
Nigeria ·
Noord-Ierland ·
Noord-Korea ·
Noorwegen ·
Oekraïne ·
Oezbekistan ·
Panama ·
Paraguay ·
Peru ·
Polen ·
Portugal ·
Qatar ·
Roemenië ·
Rusland ·
Saint Kitts en Nevis ·
Saint Vincent en de Grenadines ·
Saoedi-Arabië ·
Schotland ·
Senegal ·
Servië ·
Slovenië ·
Slowakije ·
Sovjet-Unie ·
Spanje ·
Suriname ·
Trinidad en Tobago ·
Tsjechië ·
Tsjecho-Slowakije ·
Tunesië ·
Uruguay ·
Venezuela ·
Verenigde Staten ·
Wales ·
Wit-Rusland ·
Zuid-Afrika ·
Zuid-Korea ·
Zweden ·
Zwitserland
Angola (2006) ·
Argentinië (2006) ·
Brazilië (1999) ·
Brazilië (2014) ·
Brazilië (2018) ·
Duitsland (2018) ·
Frankrijk (2010) ·
Iran (2006) ·
Kameroen (2014) ·
Kroatië (2014) ·
Nederland (2014) ·
Portugal (2006) ·
Uruguay (2010) ·
Zuid-Afrika (2010) ·
Zuid-Korea (2018) ·
Zweden (2018)